# Кшешувек
Кшешувек (пол. Krzeszówek, нім. Neuen) — село в Польщі, у гміні Каменна Ґура Каменноґурського повіту Нижньосілезького воєводства.
Населення — 103 особи (2011).
У 1975-1998 роках село належало до Єленьоґурського воєводства.

## Демографія
Демографічна структура станом на 31 березня 2011 року:
|          | Загалом | Допрацездатний вік | Працездатний вік | Постпрацездатний вік |
| -------- | ------- | ------------------ | ---------------- | -------------------- |
| Чоловіки | 53      | 16                 | 33               | 4                    |
| Жінки    | 50      | 10                 | 32               | 8                    |
| Разом    | 103     | 26                 | 65               | 12                   |